# Герман Мус
Герман Мус (нім. Hermann Muhs; 16 травня 1894 — 13 квітня 1962) — німецький правник і державний діяч часів Третього Рейху.

## Життєпис
Народився в Нижній Саксонії.
Після закінчення Першої світової війни вивчав право у Геттінгенському університеті, який закінчив у 1922 році. Розпочав юридичну практику. Член НСДАП з 1929 року.
У 1930 році обраний до парламенту Пруссії, а у 1932 році нетривалий час був гауляйтером НСДАП.
Після захоплення влади націонал-соціалістами у 1933 році став президентом уряду Гільдесгайму.
З 1935 року — державний секретар Імперського міністерства церковних справ. Його синхронізаційні зусилля та теологічна некомпетентність викликали багато нарікань і суперечок з церквами.
У 1941 році, попри намагання Генріха Гіммлера відсторонити СС від церкви, взяв участь у похоронах архієпископа Карла Йозефа Шульте у формі оберфюрера СС, за що був виключений з цієї організації.
Після смерті імперського міністра Ганс Керрля далі керував міністерством до 1945 року.

## Нагороди
- Залізний хрест 2-го класу
- Нагрудний знак військового пілота (Пруссія)
- Пам'ятний знак пілота (1914)
- Почесний громадянин міста Клаусталь-Целлерфельд (25 липня 1933)
- Почесний хрест ветерана війни з мечами